# 注意點兒！寶貝
《注意點兒！寶貝》（英語：Achtung Baby）是愛爾蘭搖滾團體U2的第七張專輯，1991年11月19日發行。在經歷了1980年代結束後，U2受到了前一張專輯《神采飛揚》批評的影響，從原先的愛爾蘭移師到德國Hansa錄音室埋首進行為時10個月的創作，其中最大的轉變是U2開始將音樂風格轉向另類搖滾、電子音樂和跳舞音樂，而以傳統搖滾風格為輔。《注意點兒！寶貝》被視為U2生涯的轉捩點之一。
在東西德合併後，U2與製作人丹尼爾·雷諾伊斯、布萊恩·伊諾在東柏林的Hansa錄音室開始錄製《注意點兒！寶貝》，Achtung (「注意」的德語)也是因此而得名。在德國錄製的期間，團員們因為大方向的指導方針各有不同意見，時常爭吵衝突，在經過幾個禮拜的延宕後，團員們一直到錄製歌曲〈One〉才找回彼此的團結心，有了重大突破，並且在遷回都柏林後完成專輯。
音效方面，U2認為專輯就像是「四個人在砍伐約書亞樹」；旋律方面，專輯也較傾向於內心探索，但是比起U2的過往作品都顯得更有意思。無論如何，《注意點兒！寶貝》在評論界與大眾方面都獲得巨大成功，不僅有多首暢銷單曲〈One〉、〈Mysterious Ways〉、〈The Fly〉等，在全世界也已經賣出超過1800萬張銷售量，並且獲得一項葛萊美獎。專輯旋後的巡迴旅程「Zoo TV Tour」，同樣也是一個相當成功的巡迴活動，被視為90年代多媒體表演的指標。2003年，專輯獲得《滾石雜誌》評選「音樂史上五百大專輯」第62名，至今與《約書亞樹》被視為U2生涯上最經典的兩大專輯。

## 背景
《約書亞樹》讓U2走上巔峰，但是同時也帶給U2背負的龐大壓力。隨著下一張專輯《神采飛揚》發行後，U2受到樂評抨擊「自大又自負」、「浮誇偽善」。甚至有樂評指出U2走錯方向，他們在《神采飛揚》中想要向搖滾傳奇致敬的用意反而像是要取代他們的位置。U2受到《神采飛揚》負面樂評的激勵，決心作出大的變革。
除了U2本身的成功外，U2也認為現場演唱會的表演越來越乏善可陳，鼓手小賴瑞·慕蘭就說：「排場雖然大，但卻不夠好。」也因此，《神采飛揚》對U2某種程度上是一個結束，當U2在《神采飛揚》的Lovetown巡迴演出說道：「這場旅程也到了盡頭」便驗證了這個想法，只是許多樂迷並未能理解。Lovetown巡迴旅程結束後，波諾就說道：「U2在某些方面也該告段落了。」「我們也準備好重新開始。」

## 錄製前
事實上，這張專輯音樂風格的轉變，除了是因為前一張專輯的批評激發外，另外也是U2本身想要突破自我，而這個想法早在錄製《神采飛揚》其間就成型，而《神采飛揚》的歌曲〈God Part II〉可作為這個想法的證明。更多的證據出現在U2於1990年錄製的兩首歌曲，歌曲首次使用了電子音樂以及嘻哈的元素，包括為了慈善專輯〈Red Hot + Blue〉所錄製的〈Night and Day〉、替皇家莎士比亞劇團《發條橘子》劇場版配樂。波諾之後曾說到：「這是為了《注意點兒！寶貝》做準備。」，包括吉他的反覆樂句以及鍵盤的使用。
The Edge在當時也大量聆聽工業音樂和跳舞音樂，例如九寸釘、The Young Gods、KMFDM；鼓手小賴瑞·慕蘭也開始聽吉米·罕醉克斯、Cream的音樂。但是，團員們因為對音樂類型的見解有了分歧，同時也因為波諾和Edge之間親密的合作關係讓鼓手慕蘭和貝斯手亞當·克雷頓感到樂團的作曲程序已不如前。在之後錄製這張專輯時，波諾和Edge也是提倡實驗性音樂例如另類搖滾的主變派，Edge也希望自己開創出個人化的作曲風格。
在Lovetown巡迴演出澳洲站之後，波諾就已經開始創作歌曲，樂團在都柏林的錄音室也錄製了〈Who's Gonna Ride Your Wild Horses〉、〈Until the End of the World〉、〈Even Better Than the Real Thing〉、〈Mysterious Ways〉的樣本歌曲，後來這些歌曲都收錄在專輯當中。U2在錄製專輯前都有共同的目標，也就是「求變」，只是不知該用何種方式達成。

## 錄製
U2再度與布萊恩·伊諾和丹尼爾·雷諾伊斯合作，上次代表U2風格轉變的專輯《難忘之火》也是所他們共同製作。這次，雷諾伊斯擔任主要製作人，並且與音效工程師馬克·艾利斯再度合作。伊諾則擔任助理製作人，負責音程。另外還有與U2三度合作的製作人史提夫·李利懷特，他則負責許多曲目的混音工程。行事較為拐彎抹角的雷諾伊斯 ─ 伊諾製作團體與《神采飛揚》行事直接的吉米·勒文製作團隊有很大的不同。
樂團注意到並不能耽於安逸，於是開始著手於新的專輯，他們必須得暫離居家生活。當時時局下，新的歐洲局勢逐漸成形，而柏林則被U2所青睞，認為城市象徵著靈感、復興與美學。他們選定距離柏林圍牆近處的Hansa錄音室，名音樂人大衛·鮑伊曾和伊諾在這裡錄製他的《柏林三部曲》、波諾的偶像伊吉·帕普也曾在此錄製《The Idiot》。U2正好在兩德統一的前晚到達東柏林，當時柏林正處在一片晦暗陰沉的氛圍下。
錄製期間，團員之間因為音樂指導方針的轉變而有摩擦。波諾與Edge由於受到另類搖滾以及歐洲電子音樂的影響，主張將專輯風格轉向為截然不同的另類搖滾；慕蘭與克雷頓則認為樂團的風格不需改變太多，可朝向類似U2風格的音樂著手。團員分歧日漸增大，Edge與慕蘭也因為鼓的問題有過爭執。製作人雷諾伊斯原本期盼的是這張專輯能保有《難忘之火》、《約書亞樹》的質量、情感渲染力以及戲劇性，但卻很難理解樂團為何在無意義的東西上著手。
樂團來到柏林是要將既有的靈感轉變為實質的歌曲，但是此行的結果反而讓樂團意識到他們尚未做足準備，他們的概念也尚未成熟。這樣的結果使樂團內部重新定位，波諾與Edge親密的合作關係逐漸將其他兩位團員排除在外，導致團員間的衝突。對他們而言，這還是他們第一次不能全部達成共識，樂團一度瀕臨解散。正當樂團處在延宕狀態時，〈One〉的創作帶起重大突破。當時Edge正在彈奏兩段和音，在雷諾伊斯的鼓勵下，團員們就他們所聽到的即興演出，之後也成為如今的〈One〉。這讓他們找回了信心並且找到了他們要錄製這張專輯的具體做法。
雖然在柏林三個月的期間樂團只完成了兩首歌曲，但是Edge曾回憶說這段期間讓他們受益良多，他們實質得到的啟發不是表面所能聯想到的。1991年4月，專輯的樣本帶曾意外流出，其中有許多的題材仍尚未深度創作，波諾就說到：「世界上沒有天才的作品不被發現的，不幸的是，那些話都令人費解。」
樂團在1990年晚期離開柏林回到都柏林的錄音室，之後完成了大多數的專輯歌曲作品。他們在波諾與Edge居家不遠處一棟名叫Elsinore的大樓工作，在都柏林製作專輯顯得更有效率。其中有一首B-side歌曲〈Lady With the Spinning Head〉較為棘手，但是卻讓U2創作出其他三首歌曲〈The Fly〉、〈Zoo Station〉和〈Ultraviolet (Light My Way)〉。專輯最後混音工作由馬克·艾利斯、和史提夫·李利懷特在Windmill Lane錄音室完成，但是U2意識到混音的困難，匆匆完成了數首歌曲。在完成的最後幾天大家都相當忙碌，甚至到最後幾分鐘才完成了最終版本的〈One〉與〈The Fly〉。之後U2完成曲目排序後，專輯交由The Edge到洛杉磯進行超過五天的音效後製。

## 作曲
波諾曾說完成後的專輯音效就像是「四個人砍倒約書亞樹」，而專輯完成後，U2也認為這張專輯會是他們生涯的轉捩點，未來仍會繼續並肩作戰。
波諾的歌聲在這張專輯也有大的轉變，變得更為難以捉摸而且更多特色；而Edge招牌的吉他回聲與清楚的特性也變得較為模糊甚至偏為工業音效。節奏更為明顯，嘻哈衍生節拍也被大量應用，吉他重音也混用更多效果。波諾的好友賈雯·弗萊戴 (Gavin Friday)被認為是影響「新U2」的人。
在主題方面，U2不再像之前藉由作品評論時局，相反地，這張專輯是張「自省」的專輯，有不少歌曲表現出困惑以及孤寂的感覺。比起U2剛出道時那些充滿活力的專輯，《注意點兒！寶貝》則是直接的探討個人的人際關係、愛情、情慾、心靈、忠誠抑或是背叛。比起U2之前的作品，這張專輯則標榜著黑暗、輕率的風格，似乎也有意喚醒許久以前愛搞怪、涉獵達達的青年U2。
在1990年，Edge和他三個孩子的母親，也就是他的妻子開始分居。家庭失和對於Edge之痛似乎也因為波諾主導大部分的歌詞而表露無遺。但對於波諾而言，這張專輯則紀錄了他初為人父 (女兒於1989年)以及妻子懷第二胎的喜悅，可以從《注意點兒！寶貝》大量使用「寶貝」一詞為證。在專輯片頭歌曲〈Zoo Station〉的歌詞中似乎也寫出了波諾的期盼。

## 發行
《注意點兒！寶貝》發行於1991年11月19日，是睽違三年後的新專輯，同時也是四年來首張完全都是新歌的專輯。發行之後，U2維持一貫低聲勢，避免接受採訪並且靜待大眾輿論界的評價。
專輯的名稱Achtung, baby!是德語，在中文有「注意，寶貝！」的意思，取材自專輯音效工程師的口頭禪。波諾認為這帶有「欲速則不達」之意，是很理想的名稱。再者，寶貝的意思可指稱愛人或是嬰孩，兩者與專輯的主題都有密切的關係。最初標題的替換方案包括「男人」 (Man)，對比於U2的第一張專輯《男孩》；「亞當」 (Adam)，因為貝斯手亞當·克雷頓曾裸身入鏡。
專輯的封面是一張4X4的圖片，由16個小圖片所組成，是由與U2長期合作的荷蘭攝影師安東·寇班所拍攝。波諾曾說，這張圖仍是他最喜歡的U2專輯封面。

## 發行單曲
專輯的第一首單曲〈The Fly〉，發行於1991年10月21日，是唯一一首在專輯前發行的單曲。〈The Fly〉充滿著電子音樂的氛圍，而這首單曲的異樣風格也像粉絲們宣告著不一樣的U2即將到來。另外，〈The Fly〉也讓波諾多了一個舞台身分 ─ 身穿黑色皮衣、戴墨鏡的「The Fly」，與MacPhisto同樣是波諾在Zoo TV巡迴演唱會上首次使用的舞台身分。
第二首單曲是舞曲〈Mysterious Ways〉發行於1991年11月24日，攻佔告示牌百大排行榜第9名，是U2所有歌曲中第四高的單曲。
第三首單曲是抒情感人的〈One〉，發行於1991年3月，之後陸續在英國單曲排行榜、美國單曲排行榜、告示牌主流搖滾、現代搖滾都有亮眼的成績。而且，〈One〉至今也被視為是史上最偉大的歌曲之一，獲選《滾石雜誌》「音樂史上五百大歌曲」第36名、《Q雜誌》「音樂史上101大歌曲」第1名。
第四首單曲〈Even Better Than the Real Thing〉發行於1992年6月8日；最後一首單曲〈Who's Gonna Ride Your Wild Horses〉發行於1992年8月。

## 評價
在專輯發行後，樂評佳評如潮。《滾石雜誌》給了專輯4.5分 (滿分5分)，稱讚U2「在此燃起了難忘之火，詮釋出色的搖滾音樂。」；《娛樂週刊》則給了「A」，說到：「時下最令人印象深刻的樂團創造出令人訝異、清新又直率的作品。」；在北美地區首週賣出了29.5萬張，前三個月賣出超過700萬，至今全球超過1800萬張。另外獲得了葛萊美獎「最佳搖滾團體」獎。
《注意點兒！寶貝》至今也被視為是搖滾史上最偉大的專輯之一。1998年，在《Q雜誌》讀者票選中成為史上最偉大專輯第15名；2001年，VH1電視台評其為史上最偉大專輯第65名；2003年，《滾石雜誌》評選為「音樂史上五百大專輯」第62名；《Spin雜誌》評選1985-2005百大專輯第11名；2008年，《娛樂週刊》評選25年來第三偉大專輯。

## 巡迴旅程
在發行了專輯後，U2在1992年2月29日開始了世界性的「動物園電視巡迴演唱會」 (Zoo TV Tour)，持續了近兩年的時間，包含五大巡迴旅程，橫跨歐美澳亞四大洲，以及157場現場演出。而演唱會的多媒體舞台設計也是特色，為的是呈現出「超乎知覺」的效果。Zoo TV巡迴演出一共使用了36個螢幕、無數個電視攝影機、176個揚聲器、11輛精心彩繪的特拉邦汽車等，演唱歌曲搭配的視覺效果也令人暈眩。Zoo TV也代表U2從1980年代的誠摯演出轉變為較為嘲弄性質的表演。在1993年期間，U2曾利用巡迴演出的空檔錄製下一張專輯《Zooropa》。2002年，《Q雜誌》稱讚Zoo TV「至今仍是最壯觀的搖滾巡迴演唱會。」

## 曲目列表
| 曲序     | 曲目                                       | 时长  |
| -------- | ------------------------------------------ | ----- |
| 1.       | Zoo Station                                | 4:36  |
| 2.       | Even Better Than the Real Thing            | 3:41  |
| 3.       | One                                        | 4:36  |
| 4.       | Until the End of the World                 | 4:39  |
| 5.       | Who's Gonna Ride Your Wild Horses          | 5:16  |
| 6.       | So Cruel                                   | 5:49  |
| 7.       | The Fly                                    | 4:29  |
| 8.       | Mysterious Ways                            | 4:04  |
| 9.       | Tryin' to Throw Your Arms Around the World | 3:53  |
| 10.      | Ultraviolet (Light My Way)                 | 5:31  |
| 11.      | Acrobat                                    | 4:30  |
| 12.      | Love Is Blindness                          | 4:23  |
| 总时长： | 总时长：                                   | 55:27 |

## 排行榜

### 專輯
| 國家     | 名次 | 認證    | 銷售量     |
| -------- | ---- | ------- | ---------- |
| 澳大利亞 | 1    | 5x 白金 | 35萬以上   |
| 奧地利   | 2    | 白金    | 3萬以上    |
| 巴西     |      | 金      | 5萬以上    |
| 加拿大   |      | 鑽石    | 100萬以上  |
| 芬蘭     |      | 金      | 34,938以上 |
| 法國     | 37   | 白金    | 30萬以上   |
| 德國     |      | 白金    | 20萬以上   |
| 荷蘭     |      | 白金    | 8萬以上    |
| 瑞士     | 3    | 金      | 2.5萬以上  |
| 英國     | 2    | 4x 白金 | 120萬以上  |
| 美國     | 1    | 8x 白金 | 800萬以上  |

- 美國：蟬聯銷售榜首一週
- 英國：蟬聯銷售亞軍一週，在排行榜持續87週的時間
- 瑞士：蟬聯銷售季軍兩週
- 奧地利：蟬聯銷售亞軍兩週
- 澳大利亞：蟬聯銷售榜首一週

### 單曲
| 年度 | 歌曲                                | 排行榜                     | 名次 |
| ---- | ----------------------------------- | -------------------------- | ---- |
| 1991 | "The Fly"                           | 英國官方七十五大單曲排行榜 | 1    |
| 1991 | "The Fly"                           | 告示牌百大排行榜           | 61   |
| 1991 | "The Fly"                           | 告示牌主流搖滾排行榜       | 2    |
| 1991 | "The Fly"                           | 告示牌現代搖滾排行榜       | 1    |
| 1991 | "The Fly"                           | 告示牌舞曲銷售榜           | 44   |
| 1991 | "Mysterious Ways"                   | 英國官方七十五大單曲排行榜 | 13   |
| 1991 | "Mysterious Ways"                   | 告示牌百大排行榜           | 9    |
| 1991 | "Mysterious Ways"                   | 告示牌主流搖滾排行榜       | 1    |
| 1992 | "Mysterious Ways"                   | 告示牌現代搖滾排行榜       | 1    |
| 1992 | "Mysterious Ways"                   | 告示牌舞曲播放榜           | 42   |
| 1992 | "One"                               | 英國官方七十五大單曲排行榜 | 8    |
| 1992 | "One"                               | 告示牌當代成人音樂排行榜   | 24   |
| 1992 | "One"                               | 告示牌主流搖滾排行榜       | 1    |
| 1992 | "One"                               | 告示牌現代搖滾排行榜       | 1    |
| 1992 | "One"                               | 告示牌百大排行榜           | 10   |
| 1992 | "One"                               | 告示牌舞曲銷售榜           | 44   |
| 1992 | "Even Better Than the Real Thing"   | 告示牌百大排行榜           | 32   |
| 1992 | "Even Better Than the Real Thing"   | 告示牌主流搖滾排行榜       | 1    |
| 1992 | "Even Better Than the Real Thing"   | 告示牌現代搖滾排行榜       | 5    |
| 1992 | "Even Better Than the Real Thing"   | 告示牌舞曲銷售榜           | 35   |
| 1992 | "Even Better Than the Real Thing"   | 告示牌舞曲播放榜           | 27   |
| 1992 | "Who's Gonna Ride Your Wild Horses" | 告示牌百大排行榜           | 35   |
| 1992 | "Who's Gonna Ride Your Wild Horses" | 告示牌主流搖滾排行榜       | 2    |
| 1992 | "Who's Gonna Ride Your Wild Horses" | 告示牌現代搖滾排行榜       | 7    |
| 1992 | "Who's Gonna Ride Your Wild Horses" | 告示牌四十大主流排行榜     | 28   |
| 1992 | "Until the End of the World"        | 告示牌主流搖滾排行榜       | 5    |
| 1992 | "Until the End of the World"        | 告示牌現代搖滾排行榜       | 4    |
| 1997 | "One"                               | 加拿大單曲排行榜           | 19   |

## 相關人員
U2
- 波諾 ─ 主唱、副吉他
- The Edge ─ 吉他、合成器、和聲
- 亞當·克雷頓 ─ 貝斯
- 小賴瑞·慕蘭 ─ 鼓、打擊樂器

其他人員
- 布萊恩·伊諾 ─ 鍵盤 (第3、9、12首)
- 丹尼爾·雷諾伊斯 ─ 副吉他 (第1、3、9首)、打擊樂器 (第4、8首)

## 外部連結
- 在Discogs上的《注意點兒！寶貝》（发行列表）